# کوسرت رسول علی
کوسرت رسول علی (کردی: کۆسرەت ڕەسووڵ عەلی، انگلیسی: Kosrat Rasul Ali, عربی: کوسرت رسول علی؛ زادهٔ سال ۱۹۵۲) یک سیاستمدار عراقی است که از آوریل ۱۹۹۳ تا ژانویه ۲۰۰۱ به عنوان دومین نخست‌وزیر اقلیم کردستان عراق خدمت کرد.